# 拉格洛里亞 (錢吉諾拉區)
拉格洛里亞（西班牙語：La Gloria），是巴拿馬的城鎮，位於該國西北部，由博卡斯德爾托羅省的錢吉諾拉區負責管轄，面積162.2平方公里，2010年人口3,046，人口密度每平方公里18.8人。